# Kolba (botanika)

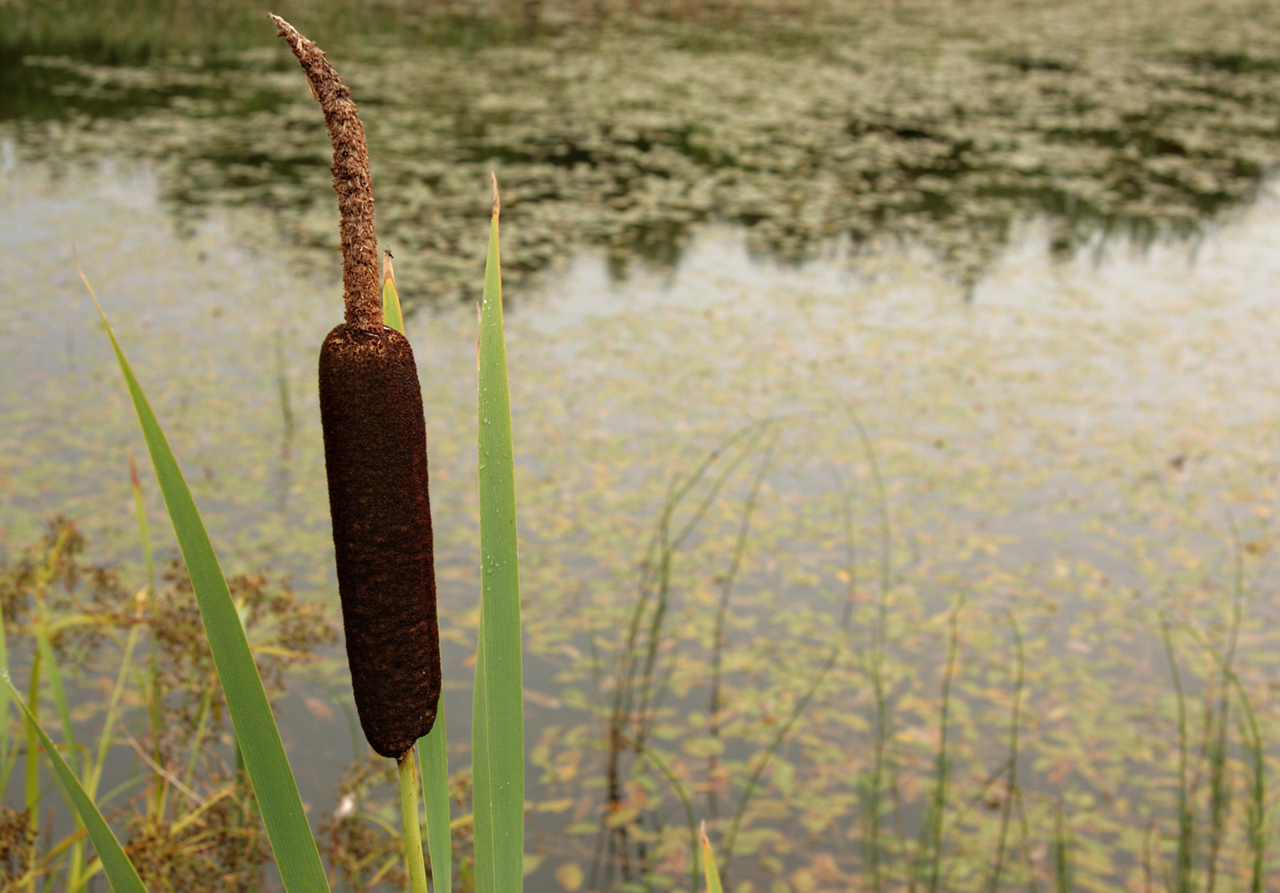
Kolba u pałki szerokolistnej

Schemat kwiatostanu

Kolba (łac. spadix, ang. spadix) – rodzaj kwiatostanu roślin, zwany z rosyjskiego kaczanem. W botanice określeniem tym nazywa się kłos o silnie zgrubiałej osi. Zwykle w kolbie kwiaty ułożone są bardzo gęsto, ściśle obok siebie i są siedzące. Kolba występuje m.in. u niektórych roślin z rodziny arekowatych, obrazkowatych, wiechlinowatych (np. u kukurydzy zwyczajnej).
Nierzadko w górnej części kolby kwiatów płodnych brak, znajdują się w niej natomiast komórki wydzielające substancje aromatyczne wabiące zapylaczy.